# Вокатив
Вокатив је пети падеж у српском језику, једини независан поред номинатива. Његова функција је комуникативна јер служи за дозивање, обраћање саговорнику, скретање пажње и сл, а његова употребна вредност је апелативна. Овај падеж се у писању увек одваја запетом, а у говору краћом паузом. На пример:
Ана, врати се.
Како сте, госпођо?
Јесен стиже, дуњо моја.
Код појединих именица мушког рода у вокативу неки гласови се мењају:
човек-човече, Предраг-Предраже
стриц-стриче, Кнез-Кнеже, читалац-читаоче
Облик вокатива множине именица мушког рода исти је као и номинативу множине тих именица. Зато су и промене одређених гласова овде исте као у номинативу:
момак-момци, викинг-викинзи.
Вокатив је, као и номинатив, падеж уз који не могу стајати предлози. Именице у вокативу немају посебну службу у реченици. Одговара на узвике хеј! итд.